# Cristian Pinales
Cristian Javier Pinales, né le 2 novembre 2000 à La Romana, est un boxeur dominicain. Il s'est qualifié pour les Jeux olympiques d'été de 2024. Il y atteint les demi-finales après avoir battu Tuohetaerbieke Tanglatihan puis Gabrijel Veočić. Il perd cependant contre Nurbek Oralbay du Kazakhstan en demi-finale et remporte ainsi une médaille de bronze,.